# Cnemophilus loriae
El ave del paraíso de Loria (Cnemophilus loriae) es una especie de ave paseriforme de la familia Cnemophilidae endémica de Nueva Guinea. Anteriormente se situaba en la familia Paradisaeidae, hasta que los análisis de ADN demostraron que no está cercanamente emparentada con las verdaderas aves del paraíso.

## Distribución y hábitat
Se encuentra en las selvas de montaña a lo largo de toda la cordillera Central, que atraviesa la isla de Nueva Guinea de este a oeste.